# "Weird Al" Yankovic
Alfred Matthew "Weird Al" Yankovic (/ˈjæŋkəvɪk/ YANG-kə-vik;sinh ngày 23 tháng 10 năm 1959) là ca sĩ, người viết bài hát, nghệ sĩ châm biếm, nhà sản xuất thu âm, nghệ sĩ trào phúng, Diễn viên, đạo diễn video âm nhạc, đạo diễn phim và nhà văn người Mỹ. Ông nổi tiếng với nhiều bài hát châm biếm văn hóa đại chúng và thường nhại lại những bài hát riêng của các nhạc sĩ đương đại, mô phỏng phong cách những tác phẩm của các nghệ sĩ khác và thực hiện liên khúc polka những bài hát nổi tiếng, cùng sự xuất hiện của đàn phong cầm.
Kể từ khi bài hát hài kịch đầu tiên của Weird Al lên sóng phát thanh vào năm 1976, ông đã bán hơn 12 triệu album tính đến  năm 2007, thu âm hơn 150 sáng tác gốc và châm biếm, và trình diễn trực tiếp tại hơn 1.000 đêm nhạc. Các tác phẩm giúp ông giành 4 giải Grammy từ 11 đề cử, 4 chứng nhận đĩa Vàng và 6 chứng nhận đĩa Bạch kim bởi Hiệp hội Công nghiệp ghi âm Hoa Kỳ. Album và đĩa đơn đạt top 10 Billboard đầu tiên của Weird Al, Straight Outta Lynwood và "White & Nerdy", đều được phát hành vào năm 2006, gần 3 thập kỷ kể từ khi ông khởi nghiệp. Mandatory Fun (2014) trở thành album mở màn ở ngôi quán quân đầu tiên của ông.
Thành công của Weird Al một phần nằm ở việc sử dụng các video âm nhạc nhằm châm biếm nền văn hóa đại chúng, nghệ sĩ gốc của bài hát hoặc chính video âm nhạc gốc. Ông sau đó tự đạo diễn các video âm nhạc của chính mình và các nghệ sĩ khác như Ben Folds, Hanson, The Black Crowes và The Presidents of the United States of America. Do sự khước từ của các hệ thống truyền hình âm nhạc và sự bùng nổ của mạng xã hội, Weird Al xuất bản các video của mình thông qua YouTube và các trang chia sẻ video khác;giúp tăng lượng doanh số đĩa nhạc của nhiều album sau này, trong đó có Mandatory Fun.
Ngoài các album phòng thu, Weird Al còn viết và góp mặt trong bộ phim UHF (1989) và The Weird Al Show (1997). Ông còn xuất hiện trong tư cách khách mời và lồng tiếng trong nhiều chương trình truyền hình và trang mạng, trong đó có Al TV trên MTV. Ông cũng sáng tác hai quyển sách dành cho trẻ em, trong đó When I Grow Up (2011) đạt đến top 4 trong danh sách bán chạy nhất của New York Times vào cuối tháng 2.

## Danh sách đĩa nhạc
- "Weird Al" Yankovic (1983)
- "Weird Al" Yankovic in 3-D (1984)
- Dare to Be Stupid (1985)
- Polka Party! (1986)
- Even Worse (1988)
- UHF – Original Motion Picture Soundtrack and Other Stuff (1989)
- Off the Deep End (1992)
- Alapalooza (1993)
- Bad Hair Day (1996)
- Running with Scissors (1999)
- Poodle Hat (2003)
- Straight Outta Lynwood (2006)
- Alpocalypse (2011)
- Mandatory Fun (2014)

## Sự nghiệp điện ảnh

### Phim
| Năm  | Tựa đề                                         | Vai                     | Ghi chú    |
| ---- | ---------------------------------------------- | ----------------------- | ---------- |
| 1988 | Tapeheads                                      | Chính ông               |            |
| 1988 | The Naked Gun: From the Files of Police Squad! | Chính ông               |            |
| 1989 | UHF                                            | George Newman           |            |
| 1991 | The Naked Gun 2½: The Smell of Fear            | Police Station Thug     |            |
| 1994 | Naked Gun 33⅓: The Final Insult                | Chính ông               |            |
| 1996 | Spy Hard                                       | Chính ông               |            |
| 1997 | Safety Patrol                                  | Chính ông               |            |
| 2000 | Nothing Sacred                                 | Clothing Store Customer |            |
| 2002 | Desperation Boulevard                          | Chính ông               |            |
| 2003 | Haunted Lighthouse                             | Bồi bàn                 |            |
| 2009 | Halloween II                                   | Chính ông               |            |
| 2015 | Batman vs. Robin                               | The Dollmaker           | Lồng tiếng |

### Chương trình truyền hình
| Năm           | Tựa đề                                     | Vai                                         | Ghi chú |
| ------------- | ------------------------------------------ | ------------------------------------------- | --- |
| 1987          | Amazing Stories                            | The Cabbage Man                             | Tập: "Miss Stardust" |
| 1992          | Eek! The Cat                               | Chính ông                                   | |
| 1992          | Square One Television                      | Murray the Mouth                            | Tập: "The Case: Off the Record", segment: "Mathnet" |
| 1994          | Space Ghost Coast to Coast                 | Chính ông                                   | Tập: "Banjo" |
| 1995, 1998    | The Eddie Files                            | Bồi bàn Man Interrogated Bones McDuff       | "Fractions: Any Way You Slice It" "Geometry: Invasion of the Polygons" "Charts & Graphs: The Dessert Derby" |
| 2002          | The Brak Show                              | Petroleum Joe                               | Tập: "Feud" |
| 2003, 2008    | The Simpsons                               | Chính ông (lồng tiếng)                      | "Three Gays of the Condo" That 90's Show" |
| 2003          | Lilo & Stitch: The Series                  | Singing Minstrel (lồng tiếng)               | Tập: "Tank: Experiment 586" |
| 2003–05       | The Grim Adventures of Billy & Mandy       | The Squid Hat (lồng tiếng)                  | "Toadblatt's School of Scorcery/Educating Grim/It's Hokey Mon!" "Nigel Planter and the Chamber Pot of Secrets/Circus of Fear" "One Crazy Summoner/Guess What's Coming to the Dinner"                                                                                         |
| 2006          | Robot Chicken                              | Chính ông / Kevin (lồng tiếng)              | Tập: "The Munnery" |
| 2007–10       | Tim and Eric Awesome Show, Great Job!      | Uncle Muscles (lồng tiếng)                  | |
| 2008, 2009    | Transformers Animated                      | Wreck-Gar (lồng tiếng)                      | "Garbage In, Garbage Out" "Human Error: Part II" |
| 2010          | Back at the Barnyard                       | Chính ông (lồng tiếng)                      | Tập: "Get Bessy/A Beautiful Freddy" |
| 2010          | Yo Gabba Gabba!                            | The Ringmaster                              | Tập: "Circus" |
| 2011          | Batman: The Brave and the Bold             | Mr. Star / Chính ông (lồng tiếng)           | Tập: "Bat-Mite Presents: Batman's Strangest Cases!" |
| 2011          | How I Met Your Mother                      | Chính ông                                   | Tập: "Noretta" |
| 2011, 2013    | Adventure Time                             | Banana Man (lồng tiếng)                     | "The New Frontier" "We Fixed a Truck" |
| 2012          | 30 Rock                                    | Chính ông                                   | "Kidnapped by Danger" |
| 2012          | The Aquabats! Super Show!                  | President Stuncastin Super Magic Power Man! | "Pilgrim Boy!" "Showtime!" |
| 2012          | Animal Man                                 | Animal Man (lồng tiếng)                     | 4 tập |
| 2012          | WordGirl                                   | The Learnerer (lồng tiếng)                  | The Learnerer/Mr. Big's Dinner and a Scam" "Hard-Learned Money/Gift Pony" |
| 2012–hiện tại | Comedy Bang! Bang!                         | Chính ông / Mike Cankers                    | "Weird Al Yankovic Wears a Hawaiian Shirt" "David Cross Wears a Red Polo Shirt & Brown Shoes with Red Laces" "Lizzy Caplan Wears All Black & Powder Blue Espadrilles" "Eric Andre Wears a Cat Collage Shirt & Sneakers" "Weird Al Yankovic Wears a Different Hawaiian Shirt" |
| 2013          | Childrens Hospital                         | Young Michael                               | Tập: "Country Weekend" |
| 2013          | Mad                                        | Superman (lồng tiếng)                       | Tập: "Mad's 100th Episode Special" |
| 2014          | Good Morning Today                         | Sir Alfred Yankovic                         | Tập 1.9 |
| 2014          | My Little Pony: Friendship Is Magic        | Cheese Sandwich (lồng tiếng)                | Tập: "Pinkie Pride" |
| 2014          | Drunk History                              | Adolf Hitler                                | Tập: "Montgomery, AL" |
| 2014          | @midnight                                  | Chính ông                                   | Tập 2.10, 2.64, 2.92 |
| 2014          | The Hotwives of Orlando                    | Coach Cliff Bonadenturo                     | "Staycation" |
| 2014          | Wallykazam!                                | Wizard Jeff (lồng tiếng)                    | Tập: "Mustache Day" |
| 2015          | Galavant                                   | Confessional Monk                           | Tập: "Completely Mad...Alena" |
| 2015          | The Odd Couple                             | Steve                                       | Tập: "Enlightening Strikes" |
| 2015          | Uncle Grandpa                              | Pal.0/Weird Pal (lồng tiếng)                | Tập: "Pal.0" |
| 2015          | Hollywood Game Night                       | Chính ông                                   | Tập: "Everything's Coming Up Rosie" |
| 2015          | Wet Hot American Summer: First Day of Camp | Jackie Brazen                               | Tập: "Auditions" |
| 2015          | Gravity Falls                              | Probabilitor                                | Lồng tiếng, Tập: "Dungeons, Dungeons and More Dungeons" |
| 2015          | Wander Over Yonder                         | Dr. Screwball Jones                         | Lồng tiếng |
| 2015          | Teen Titans Go                             | Darkseid                                    | Lồng tiếng, Tập: "Two Parter (Part 2)" |
| 2016          | The Goldbergs                              | Chính ông                                   | Tập: "Weird Al" |
| 2016          | Mr. Pickles                                | Diễn viên bổ sung                           | Tập "Vegans" |
| 2016          | Boạck Horseman                             | Captain Peanutbutter (lồng tiếng)           | 2 tập phim |
| 2016          | Ask the StoryBots                          | Spud Spa Yogi                               | "Where Do French Fries Come From?" |
| 2016-hiện tại | Milo Murphy's Law                          | Milo Murphy (lồng tiếng)                    | |

### Trò chơi điện tử
| Năm  | Tựa đề                               | Vai       |
| ---- | ------------------------------------ | --------- |
| 2006 | The Grim Adventures of Billy & Mandy | Announcer |

## Giải thưởng và đề cử
Giải Grammy
| Năm  | Hạng mục                        | Tác phẩm                               | Kết quả   |
| ---- | ------------------------------- | -------------------------------------- | --------- |
| 1985 | "Album hài kịch xuất sắc nhất"  | "Eat It"                               | Đoạt giải |
| 1986 | "Album hài kịch xuất sắc nhất"  | Dare to Be Stupid                      | Đề cử     |
| 1988 | "Album hài kịch xuất sắc nhất"  | Polka Party!                           | Đề cử     |
| 1989 | "Album hài kịch xuất sắc nhất"  | Even Worse                             | Đề cử     |
| 1993 | "Album hài kịch xuất sắc nhất"  | Off the Deep End                       | Đề cử     |
| 1988 | "Bối cảnh video xuất sắc nhất"  | "Fat"                                  | Đoạt giải |
| 1995 | "Video dạng ngắn xuất sắc nhất" | "Jurassic Park"                        | Đề cử     |
| 2004 | "Album hài kịch xuất sắc nhất"  | Poodle Hat                             | Đoạt giải |
| 2007 | "Album hài kịch xuất sắc nhất"  | Straight Outta Lynwood                 | Đề cử     |
| 2010 | "Album hài kịch xuất sắc nhất"  | Internet Leaks                         | Đề cử     |
| 2012 | "Video dạng ngắn xuất sắc nhất" | "Perform This Way" (cùng Cisco Newman) | Đề cử     |
| 2012 | "Album hài kịch xuất sắc nhất"  | Alpocalypse                            | Đề cử     |
| 2015 | "Album hài kịch xuất sắc nhất"  | Mandatory Fun                          | Đoạt giải |